# Ліга сміху 2021: Битва титанів
7-й сезон: Битва титанів розпочався у лютому 2021 року з фестивалю в Одесі.
В цьому сезоні візьмуть участь найкращі команди за всю історію «Ліги сміху».

## Ведучі
У сьомому сезоні «Ліги сміху» ведучими стануть:
- Євген Кошовий — український шоумен, телеведучий та комічний актор.
- Потап — український продюсер, автор і виконавець пісень, режисер, сценарист, композитор, телеведучий, майстер спорту з водного поло.

## Команди
Курсивом шрифтом виділені фіналисти. Жирним шрифтом виділені переможці сезону.
| «Ветерани космічних військ» | «Вінницькі»  | «н/а» | «Відпочиваємо разом» | «VIP Тернопіль» | «Стадіон Діброва» |
| «30+»                       | «Наш формат» | «н/а» | «Тріо різні»         | «Веселі бобри»  | «Горобчик»        |

## Схема сезону
| Тренер       | Команда                     | Результати | Результати | Результати        | Результати        | Результати         |
| Тренер       | Команда                     | Фестиваль  | 1 етап     | 2 етап            | Полуфінал         | ФІНАЛ              |
| ------------ | --------------------------- | ---------- | ---------- | ----------------- | ----------------- | ------------------ |
| Дантес       | «Горобчик»                  | Пройшли    | Пройшли    | Батл              | Пройшли           | ЧЕМПІОНИ           |
| Бабкін       | «Ветерани космічних військ» | Пройшли    | Пройшли    | Батл              | Пройшли           | ВІЦЕ-ЧЕМПІОНИ      |
| Корогодський | «‎Тріо Різні»                | Пройшли    | Пройшли    | Батл              | Пройшли           | ВІЦЕ-ЧЕМПІОНИ      |
| Жураківська  | «Вінницькі»                 | Пройшли    | Батл       | Пройшли           | Пройшли           | ВІЦЕ-ЧЕМПІОНИ      |
| Бабкін       | «30+»                       | Пройшли    | Пройшли    | Пройшли           | Вибули            | Вибули у півфіналі |
| Дантес       | «Стадіон Діброва»           | Пройшли    | Батл       | Пройшли           | Вибули            | Вибули у півфіналі |
| Єфросініна   | «Веселі бобри»              | Пройшли    | Пройшли    | Вибули            | Вибули на 2 етапі | Вибули на 2 етапі  |
| Корогодський | «Відпочиваємо разом»        | Пройшли    | Батл       | Вибули            | Вибули на 2 етапі | Вибули на 2 етапі  |
| Єфросініна   | «VIP Тернопіль»             | Пройшли    | Вибули     | Вибули на 1 етапі | Вибули на 1 етапі | Вибули на 1 етапі  |
| Жураківська  | «Наш Формат»                | Пройшли    | Вибули     | Вибули на 1 етапі | Вибули на 1 етапі | Вибули на 1 етапі  |

## Фестиваль
Трансляція фестивалю пройшла 19 лютого 2021 та 26 лютого 2021

### Перша частина
Трансляція першої частини фестивалю пройшла 19 лютого 2021
| Назва команди  | Місто                 | Тренер             |
| -------------- | --------------------- | ------------------ |
| «30+»          | Житомир               | Сергій Бабкін      |
| «Тріо різні»   | Київ                  | Гарік Корогодський |
| «Горобчик»1    | Харків                | Володимир Дантес   |
| «Наш формат»   | Кам'янець-Подільський | Олеся Жураківська  |
| «Веселі бобри» | Стоянівка, Львів      | Маша Єфросініна    |

1За правилами сьомого сезону команди самі обирають собі тренера, але якщо в одному випуску одного тренера оберуть дві команди, то тренер сам обирає, яку команду залишити, а яка перейде до іншого тренера. Команди «Горобчик» і «Веселі бобри» обрали Машу Єфросініну, але вона залишила в себе команду «Веселі бобри», а «Горобчик» перейшов до Володимира Дантеса.

### Друга частина
Трансляція другої частини фестивалю пройшла 26 лютого 2021
| Назва команди               | Місто                       | Тренер             |
| --------------------------- | --------------------------- | ------------------ |
| «Стадіон Діброва»           | Царичанка, Кривий Ріг, Київ | Володимир Дантес   |
| «VIP Тернопіль»1            | Тернопіль                   | Маша Єфросініна    |
| «Вінницькі»                 | Вінниця                     | Олеся Жураківська  |
| «Відпочиваємо разом»1       | Хмельницький                | Гарік Корогодський |
| «Ветерани космічних військ» | Київ, Остер, Прилуки        | Сергій Бабкін      |

1За правилами сьомого сезону команди самі обирають собі тренера, але якщо в одному випуску одного тренера оберуть дві команди, то тренер сам обирає, яку команду залишити, а яка перейде до іншого тренера. Команди ««VIP Тернопіль» і «Вінницькі» обрали Олеся Жураківська, але вона залишила в себе команду «Вінницькі», а команда ««VIP Тернопіль» перейшла до Маші Єфросініної. Команди «Наш формат» і «Ветерани космічних військ» обрали Сергія Бабкіна, але він залишив у себе команду «Ветерани космічних військ», а команда «Наш формат» перейшла до Гаріка Корогодського.

## Перший етап
Трансляція першого етапу пройшла 5 березня 2021 та 12 березня 2021

### Перша частина
Трансляція першої частини першого етапу пройшла 5 березня 2021.
Тема гри: Телеканали.
| Назва команди        | Олеся  | Станіслав¹ | Володимир | Сергій | Маша   | Ласточкін¹ | Підсумок |
| -------------------- | ------ | ---------- | --------- | ------ | ------ | ---------- | -------- |
| «Наш формат»         | ⭐     | Далі       | У батл    | У батл | Далі   | У батл     | 2        |
| «Відпочиваємо разом» | У батл | ⭐         | У батл    | У батл | У батл | У батл     | 0        |
| «Горобчик»           | Далі   | У батл     | ⭐        | Далі   | Далі   | Далі       | 4        |
| «30+»                | Далі   | Далі       | Далі      | ⭐     | Далі   | Далі       | 5        |
| «Веселі бобри»       | Далі   | Далі       | Далі      | Далі   | ⭐     | Далі       | 5        |

### Друга частина
Трансляція другої частини першого етапу пройшла 12 березня 2021

## Другий етап
Трансляція другого етапу пройшла 19 березня 2021 та 26 березня 2021

## Півфінал
Трансляція півфіналу відбулася 16 квітня 2021 та 23 квітня 2021

## ФІНАЛ
Трансляція фіналу пройшла 30 квітня 2021